# Volta a Llombardia 2012
La Volta a Llombardia 2012, 106a edició d'aquesta clàssica ciclista, es disputà el dissabte 29 de setembre de 2012, amb un recorregut de 251 km entre Bèrgam i Lecco. Aquesta edició fou guanyada pel català Joaquim Rodríguez, arribant en solitari després d'atacar a l'última ascensió del dia a Villa Bergano, a una desena de quilòmetres de l'arribada.
La principal novetat d'aquesta edició del Volta a Llombardia era la recuperació del Muro di Sormano, una pujada d'1,92 quilòmetres al 15,83% de pendent mitjà i amb rampes màximes del 25%, que es va excloure de la prova el 1962 per raó de la seva duresa.

## Equips participants
El 18 equips UCI World Tour són presents en aquesta cursa, així com set equips continentals professionals convidats: Acqua & Sapone, Androni Giocattoli-Venezuela, Argos-Shimano, Colnago-CSF Inox, Colombia-Coldeportes, Farnese Vini-Selle Italia i l'Utensilnord Named.
| Núm     | Codi | Equip                        |
| ------- | ---- | ---------------------------- |
| 1-8     | RNT  | RadioShack-Nissan            |
| 11-18   | ALM  | AG2R La Mondiale             |
| 21-28   | AND  | Androni Giocattoli-Venezuela |
| 31-38   | ARG  | Argos-Shimano                |
| 41-48   | ASA  | Acqua & Sapone               |
| 51-58   | AST  | Astana Qazaqstan Team        |
| 61-68   | BMC  | BMC Racing Team              |
| 71-78   | CSF  | Colnago-CSF Inox             |
| 81-88   | COL  | Colombia-Coldeportes         |
| 91-98   | EUS  | Euskaltel–Euskadi            |
| 101-108 | FAR  | Farnese Vini-Selle Italia    |
| 111-118 | FDJ  | FDJ-BigMat                   |
| 121-128 | GRS  | Garmin-Sharp                 |

| Núm     | Codi | Equip                   |
| ------- | ---- | ----------------------- |
| 131-138 | KAT  | Team Katusha            |
| 141-148 | LAM  | Lampre-ISD              |
| 151-158 | LIQ  | Liquigas-Cannondale     |
| 161-168 | LTB  | Lotto-Belisol           |
| 171-178 | MOV  | Movistar Team           |
| 181-188 | OGE  | Orica-GreenEDGE         |
| 191-198 | OPQ  | Omega Pharma-Quick Step |
| 201-208 | RAB  | Rabobank ProTeam        |
| 211-218 | SKY  | Team Sky                |
| 221-228 | STB  | Team Saxo-Tinkoff       |
| 231-238 | UNA  | Utensilnord Named       |
| 241-248 | VCD  | Vacansoleil-DCM         |

## Classificació general
|    | Ciclista           | Equip                 | Temps      | Punts UCI |
| -- | ------------------ | --------------------- | ---------- | --------- |
| 1  | Joaquim Rodríguez  | Team Katusha          | 6h 36' 27" | 100       |
| 2  | Samuel Sánchez     | Euskaltel–Euskadi     | + 9"       | 80        |
| 3  | Rigoberto Urán     | Team Sky              | m. t.      | 70        |
| 4  | Mauro Santambrogio | BMC Racing Team       | m. t.      | 60        |
| 5  | Sergio Henao       | Team Sky              | m. t.      | 50        |
| 6  | Ryder Hesjedal     | Garmin-Sharp          | m. t.      | 40        |
| 7  | Bauke Mollema      | Rabobank ProTeam      | m. t.      | 30        |
| 8  | Oliver Zaugg       | RadioShack-Nissan     | m. t.      | 20        |
| 9  | Alberto Contador   | Team Saxo-Tinkoff     | m. t.      | 10        |
| 10 | Fredrik Kessiakoff | Astana Qazaqstan Team | m. t.      | 4         |